# Batalla de Castillon
La batalla de Castillon, librada el 17 de julio de 1453, fue la última batalla de la guerra de los Cien Años. En ella se enfrentaron los ejércitos inglés por una parte y franco-bretón por la opuesta. Fue asimismo la primera batalla documentada en Europa occidental en la cual la artillería demostró ser el factor decisivo, lo cual ya había sido confirmado un par de meses antes con la caída de Constantinopla, donde las armas de fuego y sobre todo la artillería también jugaron un papel en el resultado.

## Antecedentes
Lograda la reconquista de Normandía en 1450, Carlos VII de Francia envió al teniente general Dunois a reconquistar Guyena. El militar reunió un gran ejército y logró, en 1451, el objetivo que le había sido ordenado.
Los ingleses confiaban para la defensa de esa ciudad en la lealtad de miles de gascones, que siempre habían colaborado en la defensa de los territorios capturados frente a los intentos de reconquistarlos por parte de los franceses. Los ingleses tenían pocas tropas propias en la región, y los gascones proingleses se enfrentaban a graves problemas por los constantes y decididos ataques franceses. Así fue que Dunois recuperó Guyena en un tiempo sorprendentemente breve.
La rápida campaña de reconquista culminó el 30 de junio de 1451 cuando los franceses entraron victoriosos en la capital gascona de Burdeos. La estrella inglesa en el conflicto parecía a punto de apagarse y la dilatada guerra de los Cien Años se acercaba a su fin. Sin embargo, luego de trescientos años de dominación inglesa los habitantes de la ciudad se consideraban ya —y en los hechos lo eran— ingleses. En consecuencia, enviaron una embajada a Inglaterra y exigieron al rey Enrique VI que reconquistara la ciudad. Estaban disconformes porque los nuevos señores franceses pretendían regular el comercio y cobrarles impuestos inusualmente altos para financiar el esfuerzo de guerra.
El monarca accedió y envió a Juan Talbot, conde de Shrewsbury, para que organizara una fuerza militar, navegara hacia Francia y cumpliera los deseos de la población proinglesa de la región de Burdeos. El comandante inglés tenía más de 70 años, pero era un veterano duro y competente.

### Desembarco y captura
El 17 de octubre de 1452 Talbot desembarcó cerca de Burdeos, mandando una fuerza de más de 3.000 hombres de armas y un grupo de experimentados arqueros.
Al ver aproximarse a la fuerza inglesa, los habitantes se amotinaron contra la guarnición francesa que defendía la ciudad, y por la fuerza los expulsaron, abriendo luego las puertas de la muralla a sus "compatriotas". La fracción gascona de la población siguió el ejemplo de los demás y dio la bienvenida al ejército invasor. La mayor parte de las aldeas en los alrededores de Guyena hicieron lo mismo.
La supuestamente fácil reconquista francesa amenazaba complicarse por un grave error de información estratégica: Carlos VII había creído que Talbot se dirigía a capturar Normandía. En vez de ello, los ingleses habían aparecido en Burdeos.
A lo largo del invierno, Carlos VII de Francia decidió actuar: reunió a sus ejércitos y los preparó para efectuar una campaña punitiva y recuperar Burdeos. Al llegar la primavera, Carlos avanzó hacia la ciudad, dividiendo a su fuerza en tres cuerpos distintos que efectuaron la marcha de aproximación desde tres direcciones diferentes: desde el noreste, este y sudeste. El propio rey mandaba la reserva de retaguardia.

### Refuerzos y cambio de planes
Ante el grave problema que representaba el ejército enemigo que lo acechaba, Talbot pidió y obtuvo refuerzos. Se le entregaron otros 3.000 hombres al mando de su hijo, el señor de Lisle, que, sin embargo, seguían siendo insuficientes para hacer frente a los miles y miles de franceses que se agazapaban en las fronteras de Gascuña. Muchos gascones (tal vez unos 3.000) se unieron también a Talbot.
Juan Bureau, jefe del ejército galo, ordenó a su ejército oriental que pusiera sitio a la cercana ciudad de Castillon (hoy Castillon-la-Bataille), sobre la orilla del río Dordoña, obligando a Talbot a abandonar su plan original, que consistía en atrincherarse en Burdeos y resistir allí un asedio. Ante las novedades, el comandante inglés tuvo que salir de la ciudad y dirigirse a Castillon para intentar levantar el sitio.

### El mando francés
Tal como ocurrió con frecuencia en la guerra de los Cien Años, el ejército francés no tenía un mando único. El mando nominal lo ostentaba Juan de Blois, conde de Périgord, vizconde de Limoges y conde de Penthievre. Blois era bretón.
Junto con él se encontraban los jefes Juan de Bueil y Santiago de Chabannes. Por encima de todos ellos (salvo la autoridad política que detentaba Blois) mandaba el experimentado ingeniero militar Juan de Bureau, a quien acompañaba su hermano Gaspar como jefe de artillería. Como era usual en aquellos tiempos, el jefe de ingenieros dirigía los asedios y los sitios. Blois y los demás, según correspondía a la nobleza, mandarían sobre la caballería pesada.

### Defensa francesa
Juan Bureau, temeroso de Talbot, ordenó a 7000 de sus casi 10.000 soldados que fortificaran los alrededores de Castillon: les hizo cavar un profundo foso, proteger las murallas con multitud de estacas afiladas y colocó 300 cañones sobre el parapeto. Esta actitud es inexplicable por lo extremadamente defensiva. Bureau disfrutaba de una enorme superioridad numérica que algunos historiadores estiman en 6 a 1; sin embargo, no intentó atacar a Talbot ni hacer el menor esfuerzo para forzar la entrada en Castillon.
Los hermanos Bureau habían estado en la región para la campaña de 1451, y la conocían como la palma de su mano. Esto explica que ordenaran a sus hombres cavar las trincheras y los fosos directamente en sus lugares adecuados, en un banco seco del río Lidore, afluente del Dordoña. Las líneas defensivas francesas pueden verse aún hoy marcadas en el terreno desde un avión o mediante la aerofotografía. 
Además de los cañones, los defensores franceses disponían de cantidades de armas de fuego de mano, que habían sido suministradas por un mercenario genovés llamado Guiribaut. Este mandaba a los hombres que las utilizarían.
Las secciones de artillería constituían la fracción principal del ejército francés. Su personal ha sido estimado en 6.000 hombres, aunque ciertos historiadores militares elevan esa cifra hasta 9.000 artilleros. La caballería estaba constituida por un millar de bretones ubicados a un kilómetro y medio del campamento principal.
El campamento estaba justo fuera del alcance de la artillería defensiva de Castillon, y, como se ha dicho, Bureau no hizo esfuerzo alguno para establecer un cerco más estrecho ni para aislar a la ciudad. Todo indica que su intención era presentar batalla a la fuerza enemiga que intentara levantar el sitio. Para ello, como medida de seguridad adicional, dejó un millar de arqueros mandados por Joaquín Roualt en el Priorato de San Lorenzo, situado al norte de Castillon. Cualquier fuerza de levantamiento del sitio que se aproximara desde el norte debería pasar por allí.

## La batalla

### Primera fase

Desarrollo de la batalla.

Convencido de que debía abandonar Burdeos para ayudar a defender Castillon, Talbot hizo una vez más gala de su conocida agresividad y rapidez de decisiones. Abandonó la ciudad en la madrugada del 16 de julio llevando una fuerza avanzada de jinetes, a la que seguía una gran masa de hombres de armas a pie. Con este último grupo se desplazaba su artillería. Sus fuerzas totales al salir de Burdeos consistían en aproximadamente 6.000 soldados ingleses apoyados por los ya mencionados 3 millares de gascones.
Al llegar a Libourne (ciudad a orillas del Dordoña) al anochecer, la avanzadilla de Talbot, compuesta por 500 hombres de armas a caballo y 800 arqueros a pie, continuaron adelante en una marcha forzada nocturna, atravesando Saint Emilion y aproximándose al campamento francés.
Talbot llegó cerca del campamento enemigo al amanecer del día siguiente (17 de julio de 1453). Descubrió la fuerza de Roualt —que había abandonado el priorato— escondida en un bosque al norte de San Lorenzo y frente al campamento francés, y entabló con ella una escaramuza relámpago que la sorprendió y culminó con numerosos muertos franceses. Los supervivientes huyeron a través del bosque y se refugiaron en el campamento de Bureau. Esta acción favorable reforzó la moral de las tropas inglesas.
Luego de una marcha forzada de más de 50 kilómetros, era imperioso dar a sus hombres un tiempo de descanso y alimentos. Mientras los soldados dormían o desayunaban, un mensajero que había logrado escapar de la ciudad informó a Talbot de que el ejército francés se había dado a la fuga y que cientos de jinetes abandonaban las fortificaciones y huían. Mirando a la distancia, el comandante inglés pudo observar una enorme nube de polvo que se dispersaba en el horizonte.

### Segunda fase
Los jinetes ingleses vadearon el Lidoire unos 600 metros al oeste del campamento francés. Las fuerzas anglogasconas no avanzaron contra el enemigo directamente desde el oeste, sino que rodearon el campamento con intenciones de atacar el eje más largo del mismo, concentrándose en los bancos sobre el río del lado sur.
Al descubrir con sorpresa que los parapetos estaban defendidos por miles de arqueros armados hasta los dientes y más de 300 cañones, Talbot comenzó a pensar que podía haber infravalorado las defensas francesas, pero, sin perder la calma, ordenó atacar con ferocidad. Los artilleros franceses estaban esperando precisamente eso.
El inglés hizo desmontar a sus hombres y asaltar las defensas al grito de "¡Por Talbot! ¡Por San Jorge!". Los cañones franceses abrieron fuego. La matanza fue espantosa, a pesar de lo cual muchos ingleses y gascones consiguieron llegar hasta la empalizada y subir sobre el parapeto. Un inglés, Thomas Evrigham, pudo incluso plantar su bandera sobre el muro, pagando su hazaña con la vida.
Mientras los cañones barrían a los ingleses con fuego enfilado, en varias partes del frente la lucha degeneró en combates cuerpo a cuerpo. En ese momento la fuerza principal inglesa llegó al campo de batalla, siendo estos un total de 4.000 hombres, cifra completamente insuficiente ante el número de franceses. La defensa de campo francesa podía manejarlos perfectamente, sobre todo teniendo en cuenta que la artillería inglesa se había quedado atrás y nunca consiguió llegar al campo de batalla.
Aunque el fuego era mortífero, los ingleses lograron combatir casi una hora más o menos hasta que llegó el mediodía. En ese momento, Talbot observó que sus soldados de infantería comenzaban a retroceder. Lo que sucedía es que por el flanco derecho se aproximaba una gran fuerza de caballería enviada por el duque de Bretaña (aunque algunos historiadores posteriores afirman que fue por el flanco izquierdo). Los arqueros franceses, que se habían refugiado detrás de la empalizada después de haber sido derrotados en el bosque por la mañana temprano, salieron ahora al exterior y lanzaron una nube de flechas contra los ingleses, que se veían obligados a luchar en dos frentes: estaban atrapados entre los franceses adelante y los bretones por el flanco.

### El desastre
Cogidos entre dos grandes fuerzas enemigas, los ingleses debieron abrirse y retirarse, siendo perseguidos de inmediato por la fuerza principal de Bureau. En rápida retirada, vadearon el Dordoña en Pas de Rauzan, momento en que el caballo de Talbot recibió un cañonazo y murió (episodio recogido por el pintor Larivière en el cuadro que ilustra este artículo, aunque Talbot no usaba armadura ese día y su caballo era blanco), atrapando al comandante bajo su cadáver. En estas circunstancias, su escudo de armas fue reconocido por un soldado francés llamado Michel Perunin, quien, atacándolo con su hacha de combate, lo mató instantáneamente. El hijo de Talbot también pereció intentando defender a su padre.
El resto del ejército anglogascón en fuga fue muerto o capturado por las tropas que lo perseguían.

## Consecuencias
La derrota de Talbot dejó toda la zona de Guyena sin un solo ejército inglés capaz de defenderla. Las ciudades gasconas se rindieron una tras otra a la artillería francesa y cuando Burdeos volvió a capitular ante Carlos VII la parte militar de la guerra de los Cien Años había, de hecho, concluido.
La batalla de Castillon representa, por tanto, el último hecho de armas de la guerra y la primera de la historia europea en que los cañones decidieron el destino de un combate (y de una guerra). 
En ese mismo año, el rey Enrique VI de Inglaterra comenzó a manifestar claros signos de demencia, lo que precipitó el estallido de la guerra civil inglesa conocida como guerra de las Dos Rosas. 
Ante esta grave circunstancia, los ingleses tuvieron que retirar sus tropas acantonadas en Francia y renunciar a todas sus pretensiones territoriales en el continente, así como a sus reclamaciones sobre el trono francés. Todas sus posesiones les fueron arrebatadas en escasos meses, excepto Calais.